# Buskaformák
A buskaformák (Hesperiinae) a rovarok (Insecta) osztályában a lepkék (Lepidoptera) rend valódi lepkék (Glossata) alrendjében a busalepkefélék (Hesperiidae) családjának névadó alcsaládja.

## Rendszerezésük
Az alcsaládba az alábbi nemzetségek és nemek tartoznak:
- Aeromachini nemzetség
  - Aeromachus
  - Ampittia
  - Baracus
  - Halpe
  - Ochus
  - Onryza
  - Parasovia
  - Pedesta
  - Pithauria
  - Sebastonyma
  - Sovia
  - Thoressa

- Ampittiini
  - Ampittia

- Anthoptini
  - Anthoptus
  - Corticea
  - Falga
  - Mnaseas
  - Nylla
  - Synapte
  - Wahydra
  - Zalomes

- Baorini
  - Baoris
  - Borbo
  - Brusa
  - Caltoris
  - Gegenes
  - Iton
  - Parnara
  - Pelopidas
  - Polytremis
  - Prusiana
  - Zenonia

- Calpodini
  - Aides
  - Argon
  - Aroma
  - Calpodes
  - Carystina
  - Carystoides
  - Carystus
  - Chloeria
  - Cobaloides
  - Cobalus
  - Damas
  - Dubiella
  - Ebusus
  - Evansiella
  - Lychnuchoides
  - Lychnuchus
  - Megaleas
  - Moeros
  - Neoxeniades
  - Nyctus
  - Orphe
  - Panoquina
  - Sacrator
  - Saliana
  - Synale
  - Talides
  - Telles
  - Tellona
  - Thracides
  - Tisias
  - Tromba
  - Turesis
  - Turmada
  - Zenis

- Erionotini
  - Acada
  - Acerbas
  - Acleros
  - Actinor
  - Aegiale
  - Agathymus
  - Alera
  - Ancistroides
  - Andronymus
  - Ankola
  - Apostictopterus
  - Arnetta
  - Artitropa
  - Astictopterus
  - Barca
  - Caenides
  - Ceratrichia
  - Chondrolepis
  - Creteus
  - Cupitha
  - Eetion
  - Eogenes
  - Erionota
  - Fresna
  - Fulda
  - Galerga
  - Gamia
  - Gangara
  - Ge
  - Gorgyra
  - Gretna
  - Gyroga
  - Hidari
  - Hyarotis
  - Hypoleucis
  - Iambrix
  - Idmon
  - Ilma
  - Isma
  - Isoteinon
  - Kedestes
  - Koruthaialos
  - Leona
  - Lepella
  - Lotongus
  - Lycas
  - Malaza
  - Matapa
  - Megathymus
  - Melphina
  - Meza
  - Miraja
  - Moltena
  - Monza
  - Mopala
  - Notocrypta
  - Oerane
  - Orses
  - Osmodes
  - Osphantes
  - Paracleros
  - Pardaleodes
  - Paronymus
  - Parosmodes
  - Pemara
  - Perichares
  - Perrotia
  - Pirdana
  - Plastingia
  - Platylesches
  - Ploetzia
  - Prada
  - Praescobura
  - Prosopalpus
  - Pseudokerana
  - Pseudopirdana
  - Pseudosarbia
  - Psolos
  - Pteroteinon
  - Pudicitia
  - Pyroneura
  - Pyrrhopygopsis
  - Quedara
  - Rhabdomantis
  - Salanoemia
  - Scobura
  - Semalea
  - Stallingsia
  - Stimula
  - Suada
  - Suastus
  - Teniorhinus
  - Tiacellia
  - Tsitana
  - Turnerina
  - Udaspes
  - Unkana
  - Xanthodisca
  - Xanthoneura
  - Yanoancistroides
  - Zela
  - Zographetus
  - Zophopetes

- Hesperiini
  - Anatrytone
  - Appia
  - Arotis
  - Asbolis
  - Atalopedes
  - Atrytone
  - Atrytonopsis
  - Buzyges
  - Caligulana
  - Chalcone
  - Choranthus
  - Conga
  - Cravera
  - Cyclosma
  - Cynea
  - Decinea
  - Euphyes
  - Hansa
  - Hesperia
  - Holguinia
  - Hylephila
  - Jongiana
  - Libra
  - Librita
  - Lindra
  - Linka
  - Metron
  - Misius
  - Molo
  - Neochlodes
  - Nyctelius
  - Ochlodes
  - Oeonus
  - Oligoria
  - Onespa
  - Orthos
  - Oxynthes
  - Parachoranthus
  - Paratrytone
  - Phemiades
  - Poanes
  - Polites
  - Pompeius
  - Problema
  - Propertius
  - Pseudocopaeodes
  - Pyrrhocalles
  - Quasimellana
  - Quinta
  - Racta
  - Serdis
  - Stinga
  - Thespieus
  - Tirynthia
  - Tirynthoides
  - Vacerra
  - Wallengrenia
  - Xeniades
  - Yvretta

- Moncini
  - Adlerodea
  - Amblyscirtes
  - Apaustus
  - Arita
  - Artines
  - Bruna
  - Callimormus
  - Cantha
  - Cobalopsis
  - Crinifemur
  - Cumbre
  - Cymaenes
  - Dion
  - Enosis
  - Eutocus
  - Eutychide
  - Flaccilla
  - Gallio
  - Halotus
  - Igapophilus
  - Inglorius
  - Joanna
  - Justinia
  - Lamponia
  - Lento
  - Lerema
  - Lerodea
  - Levina
  - Lucida
  - Ludens
  - Methion
  - Methionopsis
  - Miltomiges
  - Mnasicles
  - Mnasilus
  - Mnasinous
  - Mnasitheus
  - Mnestheus
  - Moeris
  - Molla
  - Monca
  - Morys
  - Mucia
  - Naevolus
  - Nastra
  - Niconiades
  - Onophas
  - Pamba
  - Panca
  - Papias
  - Paracarystus
  - Parphorus
  - Peba
  - Penicula
  - Phanes
  - Pheraeus
  - Phlebodes
  - Propapias
  - Psoralis
  - Punta
  - Radiatus
  - Remella
  - Repens
  - Rhinthon
  - Saniba
  - Saturnus
  - Sodalia
  - Styriodes
  - Sucova
  - Thargella
  - Thoon
  - Tigasis
  - Vehilius
  - Venas
  - Vertica
  - Vettius
  - Vidius
  - Vinpeius
  - Virga
  - Zariaspes

- Taractrocerini
  - Arrhenes
  - Banta
  - Cephrenes
  - Kobrona
  - Mimene
  - Ocybadistes
  - Oriens
  - Pastria
  - Potanthus
  - Sabera
  - Suniana
  - Taractrocera
  - Telicota

- Thymelicini
  - Adopaeoides
  - Ancyloxypha
  - Copaeodes
  - Oarisma
  - Thymelicus